# Instituto Papai
O Instituto Papai é uma organização não governamental brasileira fundada em 1997 por um grupo de profissionais com formação em Ciências humanas, Sociais e em Saúde pública. Inicialmente com o intuito de refletir a invisibilidade do papel masculino na vida afetiva e no cuidado com as crianças, foi uma das pioneiras na América Latina a lidar com essa temática e, atualmente, aborda também outros assuntos de caráter social. Baseia-se em princípios masculinistas e feministas para promover a igualdade de direitos entre todos os homens e mulheres através de ações e campanhas contra o machismo, a violência e exploração feminina, homofobia além de manter projetos de atendimentos aos jovens sobre sexualidade e direitos reprodutivos com ações de saúde e conscientização desse público.
A entidade faz parte da Rede Nacional Primeira Infância e conta também com o apoio de algumas entidades como a Ashoka, ABONG, Men Engage, Universidade Federal de Pernambuco, entre outras. Ao longo de sua existência, o Instituto recebeu alguns prêmios e homenagens devido aos seus movimentos de caráter social.

## Projetos
- Sustentabilidade Política

O Projeto Sustentabilidade Política de Movimentos Sociais no Brasil tem o objetivo de fortalecer o movimento local e nacional da Associação Brasileira de Organizações Não Governamentais (ABONG) e outras articulações do gênero
- Homens e Saúde

O Projeto Homens Jovens e Atenção Integral à Saúde tem o intuito de construir uma política de atenção aos homens na saúde a partir do enfoque feminista de gênero.
- Paternidade

O Projeto Paternidade, Cuidado e Direitos Reprodutivos tem por objetivo a revisão e ampliação das políticas públicas no campo dos Direitos Reprodutivos, para que haja maior participação masculina no cuidado infantil e em outros processos reprodutivos.
- Violência de Gênero

O Projeto Homens e Violência de Gênero contribui para implementação efetiva de políticas de enfrentamento à violência de gênero.
- Diversidade Sexual

O Projeto Diversidade Sexual como Direito contribui para o processo efetivação de políticas públicas que valorizem a diversidade afetivo-sexual a fim de garantir os direitos da população LGBT.

## Campanhas
Algumas das principais campanhas que participa para realização de seus projetos são:
- Machismo não combina com Saúde

Seguindo o argumento de que, o estilo de vida machista pode ser auto-destrutivo, a Campanha realiza ações para conscientizar a população masculina e profissionais de saúde dos prejuízos causados à saúde decorrente desse estilo de vida.
- Campanha do Laço branco: “Homens pelo fim da Violência contra a Mulher”

Lançada oficialmente no Brasil em 2001, a Campanha do Laço Branco tem o intuito de mobilizar os homens pelo fim da violência contra a mulher.
- Paternidade: Desejo, Direito e Compromisso

Com ações que ocorrem em torno do dia dos pais, a Campanha tem por objetivo envolver os homens em questões referentes à paternidade.
- Pai não é visita! Pelo direito de ser acompanhante

Foi criada para fiscalizar e exigir o cumprimento da Lei Federal N° 11.108 que muitas vezes é ignorada. Segundo a Lei, a mulher gestante tem direito a um acompanhante de sua escolha durante todo o período de trabalho de parto, parto e pós-parto imediato pelo SUS.
- Dá licença, eu sou pai!

O objetivo da Campanha é de ampliar o período de tempo da licença paternidade, a fim de valorizar a presença paterna no cuidado infantil. Para tal, conta com a parceria do Núcleo de Pesquisas em Gênero e Masculinidades (Gema/UFPE), Rede de Homens pela Equidade de Gênero (RHEG), Fundação Carlos Chagas.
- A Diversidade é Legal!

Em parceria com o Fórum de Lésbicas, Gays, Bissexuais e Transgêneros de Pernambuco (LGBT), essa campanha tem o objetivo de promover a igualdade de direitos e enfrentar a homofobia em todas as suas expressões.
- Amor livre!

Apoiando-se na Lei Municipal 16.780 em Recife que penaliza qualquer forma de discriminação com base em sua orientação sexual, essa Campanha tem o objetivo de valorizar a livre expressão da sexualidade e promover os direitos sexuais.

## Prêmios
1999 - Consulta Nacional Cairo-Brasil
1999 - Dia Internacional de Luta Contra a AIDS
2000 - Ministério da Saúde - Brasil
2001 - Prêmio Montreux
2004 - Prêmio Aché/Unesco
2005 - ABRASCO
2006 - Prêmio Revista Saúde
2006 - Prêmio Direitos Humanos
2010 - Human Rights Awards Winners
2011 - Medalha Leão do Norte Classe Ouro
2013 - Homenagem da Área Técnica da Saúde do Homem (ATSH) do Ministério da Saúde